# 甘姆·基斯杜夫迪
甘姆·基斯杜夫迪（丹麥語：Kim Christofte，1960年8月24日—）是一名前丹麥防守球員，能擔任清道夫、左閘以至中場多個位置。他是1992年歐洲國家盃冠軍隊成員。

## 國家隊生涯
1984年9月12日丹麥主場對奧地利的比賽是基斯杜夫迪於國家隊的處子演出。
他曾代表國家隊參與1992年歐洲國家盃，打滿五場賽事，包括在準決賽對荷蘭互射十二碼時操刀射入最後一球，成功晉級，最終奪冠而回。

## 榮譽
球員時代
邦比
- 丹麥足球聯賽冠軍: 1985, 1990, 1991

丹麥國家隊
- 歐洲國家盃冠軍： 1992